# Weinberghalde Weildorf
Die Weinberghalde Weildorf ist ein vom Landratsamt Zollernalbkreis am 27. Dezember 1994 durch Verordnung ausgewiesenes Landschaftsschutzgebiet auf dem Gebiet der Stadt Haigerloch im Zollernalbkreis.

## Lage
Das Landschaftsschutzgebiet Weinberghalde Weildorf umfasst das Gewann Weinberghalde etwa einen Kilometer südwestlich von Haigerloch-Weildorf westlich der Bundesstraße 463 im Tal des Schlattäckergrabens.

## Landschaftscharakter
Es handelt sich um einen südexponierten Hang mit einem Streuobstbestand. Im Südosten befindet sich ein Feuchtbiotopkomplex, in dem der Schlattäckergraben entspringt. Das Landschaftsschutzgebiet ist an drei Seiten von Wald umgeben und öffnet sich nach Osten.